# Huginn Seyðisfjörður
Huginn is een voetbalclub uit Seyðisfjörður in de provincie Austurland dat in het het oostelijke puntje van IJsland ligt. De club speelt de wedstrijden in het Seyðisfjarðarvöllur. De clubkleuren zijn geel-zwart.

## Geschiedenis
In 2014 promoveerde Huginn naar de 2. deild karla, het derde niveau in IJsland. Tot ieders verbazing werd het daar kampioen en mocht het in 2016 voor het eerst in de geschiedenis in de 1. deild karla aantreden. Het speelde in dat seizoen derby's tegen nog twee clubs uit de provincie Austurland: Fjarðabyggð en Leiknir Fáskrúðsfirði. Huginn degradeerde samen met Fjarðabyggð rechtstreeks terug in 2016. 
Vanaf 2018 speelt het standaardelftal in combinatie met Höttur uit Egilsstaðir onder de naam Höttur/Huginn. De wedstrijden worden gespeeld in Egilsstaðir. De twee verenigingen bleven wel apart van elkaar bestaan.